# Джвари (станция)
Джва́ри — станция Грузинской железной дороги, располагается в одноимённом городе. Является конечной станцией ответвления Ингири — Джвари. Станция была построена в 1965 году в рамках прокладки участка Зугдиди — Джвари. Основной целью постройки этого участка было облегчение подвоза строительных грузов, агрегатов и строителей для строящейся Ингурской ГЭС по железной дороге. Расстояние до Зугдиди — 28 км, до Тбилиси — 346 км.
Количество путей на станции — 4. Ранее станция была электрифицирована, но после грузино-абхазской войны движение на участке прекратилось, а контактная сеть была демонтированна. Тем не менее, неэлектрифицированное движение на станции и на участке до Зугдиди возможно.
После завершения строительства Ингурской ГЭС от Зугдиди до Джвари ходил пригородный электропоезд, имелось и грузовое движение (вывоз мрамора). На данный момент станция практически не используется. Руководство Грузинской железной дороги считает нерентабельным восстановление электрификации и регулярного движения в связи с нахождением ответвления и города Джвари в конфликтной зоне.